# Corneliu Vadim Tudor
Corneliu Vadim Tudor (pronunciat en romanès: [korˈnelju vaˈdim ˈtudor]; Bucarest, 28 de novembre de 1949 - 14 de setembre de 2015) també conegut col·loquialment com a "Tribunul", va ser el líder del Partit de la Gran Romania (en romanès: Partidul România Mare), poeta, escriptor, periodista i diputat al Parlament Europeu. Va ser senador romanès del 1992 al 2008.
Com a figura política, era conegut per haver mantingut opinions nacionalistes contundents, que es reflectien en la seva retòrica i la seva denúncia dels opositors polítics (tàctica que les sentències en diversos processos civils dictats contra ell consideraven calumniosa) . Se l'anomenava més comunament "Vadim", que era un nom que va triar per ell mateix però no un nom familiar (i no compartit amb el seu germà, l'antic oficial de l'exèrcit Marcu Tudor).

## Biografia
Tudor va néixer a Bucarest el 28 de novembre de 1949 en una família obrera, el seu pare era sastre. En la seva joventut, sent admirador del director de cinema francès Roger Vadim, va triar el pseudònim Vadim com a segon nom.
El 1971, es va llicenciar en sociologia per la Facultat de Filosofia de la Universitat de Bucarest, i el 1975, va estudiar a l'Escola d'Oficials de Reserva de Bucarest. Amb l'ajuda del seu mentor, el guanyador del premi Herder Eugen Barbu, va obtenir una beca i va estudiar a Viena de 1978 a 1979. Durant l'època comunista, va treballar com a periodista, editor i poeta: a principis dels anys setanta, va ser un dels redactors de România Liberă, i després de 1975 va ser redactor de l'agència de premsa oficial romanesa, Agerpress. Va exercir com a senador del 1992 al 2008. Per primera vegada des de 1990, després de les eleccions del 30 de novembre de 2008, ell i el seu partit ja no eren presents a cap de les cambres legislatives romaneses. El 25 de setembre de 2001, Tudor va renunciar a la seva immunitat parlamentària de processament.
El desembre de 2004, el premi Nobel de la Pau Elie Wiesel va retornar la medalla Steaua României, un dels més alts honors del país, després que el president Ion Iliescu li atorgués a Tudor el mateix honor en els últims dies de la seva presidència. Wiesel va dir que retornava l'honor perquè no podia "acceptar ser col·locat al mateix nivell" que Tudor i el seu company del partit (i receptor d'honor) Gheorghe Buzatu. 15 periodistes de Ràdio Lliure Europa, l'alcalde de Timişoara, Gheorghe Ciuhandu, el compositor Alexandru Andrieș i l'historiador Randolph Braham, també van retornar les seves medalles Steaua României gràcies als premis concedits a Tudor i Buzatu. Segons el diari conservador Ziua, el nomenament de Tudor a Steaua României va ser revocat pel president romanès Traian Băsescu el maig de 2007. En conseqüència, Tudor va anunciar que demandaria Traian Băsescu per abús de poder.
Com a poeta va debutar el maig de 1965 a la ràdio nacional amb un poema llegit al cercle literari George Călinescu. Ha publicat diversos volums de prosa i poesia: Poezii (poemes, 1977), Epistole vieneze (vienesa Epístoles; 1979), Poeme de dragoste, Ura şi Speranta (poemes d'amor, l'odi i l'esperança; 1981), Idealuri (ideals; 1983), Saturnalii (Saturnalia, 1983), Istorie și civilizatie (Història i civilització ; 1983), Mândria de a fi români (The Pride of Being Romanian ; 1985), Miracole (Miracles ; 1986 antologia), Jurnal de vacanță (Holiday Journal, 1996).), Poemes (traduït a set idiomes, publicat a Torí, Itàlia, 1998), Europa Creștină (Europa cristiana) i Artificii (Artificis ; 2010).

## Vida personal
Tudor estava casat i tenia dos fills. Va morir d'un atac de cor el 14 de setembre de 2015 a la seva Bucarest natal, i va ser enterrat al cementiri de Ghencea de la ciutat.

## Ideologia
El juny de 1990, Tudor i Eugen Barbu van fundar el setmanari nacionalista România Mare ("La Gran Romania"), que va començar com a revista per a les polítiques del govern. Les proves posteriors van afirmar que "la Gran Romania" va ser alliberada amb l'ajuda de l'administració d'esquerra a Bucarest.
El 1991, van fundar el Partit de la Gran Romania, la plataforma del qual la revista Time va descriure com "una crua barreja d'antisemitisme, racisme i nostàlgia dels bons vells temps del comunisme". Es poden descriure algunes declaracions i articles de Tudor i els seus col·legues  com ultranacionalista, anti hongarès, anti-Roma i homofòbic.
A més de Moldàvia, Tudor volia que la Gran Romania inclogués Budjak, el nord de Bessaràbia, la regió d'Hertsa i la Bucovina del nord, que pertanyien a Ucraïna des de la dissolució de la Unió Soviètica, però que formaven part de Moldàvia fins a l'annexió russa el 1812, i part de Romania entre 1918 i 1940 i entre 1941 i 1944. Romania Mare ha estat demandada per difamació amb una freqüència sorprenent, sovint pels escrits del propi Tudor (que sol, si no sempre, signava amb el pseudònim Alcibiade). Entre 1993 i 1996, el seu partit va donar suport a la coalició governamental d'esquerres (el "Quadrilàter Roig").
El canvi de Tudor i el seu partit del nacionalcomunisme a l'ultranacionalisme es va produir després de 1996. El 1999, Dan Corneliu Hudici, un antic periodista de România Mare, va afirmar que hi havia una "llista negra secreta" de desenes de polítics (inclòs el president Emil Constantinescu), periodistes i empresaris que serien arrestats si el partit de Tudor arribava al poder. Aquesta acusació només augmenta la popularitat de Tudor. A la primera volta de les eleccions presidencials romaneses del 26 de novembre de 2000, Tudor va quedar segon amb el 28% dels vots. Quatre anys abans, havia arribat cinquè. Tanmateix, gairebé tots els altres partits van donar suport a Ion Iliescu a la segona volta de l'11 de desembre, i Tudor només va obtenir el 5% dels vots, mentre que Iliescu va augmentar del 36% al 67%.
Tudor va donar suport a l'entrada de Romania a la Unió Europea i va mantenir la seva presència a l'OTAN. El 2003, Tudor va afirmar haver canviat les seves opinions sobre els jueus i l'Holocaust. En una carta de l'1 de febrer de 2004, es va retractar d'algunes declaracions anteriors que havia fet com a inadequadament antisemites. A més, va escriure: "Sé que em vaig equivocar en haver negat l'Holocaust a Romania, que va passar entre 1941 i 1944 sota el règim d'Antonescu". Molts van qüestionar públicament la seva sinceritat i les motivacions del canvi i el van veure simplement com un estratagema política.
Abans de les eleccions presidencials del 2000, Tudor, que va acabar en segon lloc, va fer de la reintroducció de la pena capital un dels principals punts de la seva campanya.
El 18 d'octubre de 2012, mentre parlava al programa de tertúlies Romania la Raport, Tudor va dir que "a Romania mai hi va haver un Holocaust... Ho negaré fins que em mori perquè estimo el meu poble".
Va acomiadar un conseller, que resultava ser jueu i membre de la Cambra dels Diputats de Romania, Nati Meir. Tudor va afirmar que era per acusacions de suborn, però Meir va afirmar que era per antisemitisme. Va resultar que la premsa romanesa va descobrir que Meir havia estat condemnat a Israel per frau bancari i, per tant, era incompatible amb el càrrec de membre de la Cambra de Diputats.
El 15 de novembre de 2006, Meir va ser jutjat per les autoritats romaneses per evasió fiscal, frau i estafa i va ser acusat d'il·legalitats sobre permisos de treball per a Israel. Tudor es va autodenominar Tribunícia, un títol que s'origina a l'antiga Roma, però que té un significat més combatiu a la història romanesa, ja que representava certs activistes en l'autodefensa de les comunitats romaneses a Transsilvània contra el govern revolucionari a Hongria.

## Premis
- Cavaller de l'Ordre de l'Estrella de Romania (2004)[22]
- Membre corresponent de la Pontificia Accademia Tiberina – novembre 2004[23]
- Membre de l'Acadèmia de Ciències Polítiques de Nova York;[cal citació]
- Membre de l'Acadèmia Russa de Ciències Naturals.[cal citació]